# Lavoir de la Brosse
Koordinaten: 48° 26′ 54,7″ N, 2° 46′ 9″ O

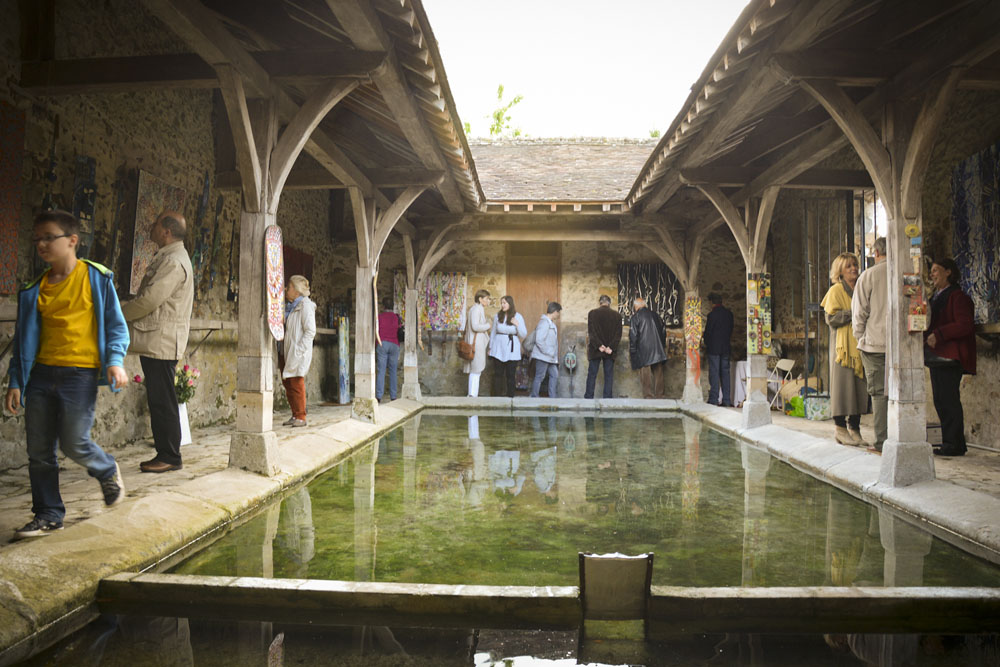
Das Waschhaus in Héricy während einer Kunstausstellung.

Das Lavoir de la Brosse (französisch lavoir für Waschhaus) in Héricy, einer französischen Gemeinde im Département Seine-et-Marne in der Region Île-de-France, wurde 1850 errichtet. Das Waschhaus, das von einem vierseitigen Pultdach gedeckt wird, steht an der Rue Paul Allaine.